# Juana I de Borgoña
Juana I, condesa de Borgoña (1191-1205), también llamada Juana de Hohenstaufen, fue una condesa de Borgoña titular, hija de Otón I, conde de Borgoña y de Margarita de Blois.

## Biografía
Nacida en 1191, Juana fue condesa desde que su padre murió asesinado en Besanzón en el año 1200 hasta que ella misma murió, en el año 1205. Entonces, su hermana Beatriz, la sucedió como condesa titular.

## Sucesión
| Predecesor: Otón I | Condesa titular de Borgoña 1200-1205 | Sucesor: Beatriz II |

- Datos: Q1755437